# Silvia Budday
Silvia Budday ist eine deutsche Biomechanikerin und Hochschullehrerin. Sie forscht zu mechanischen Prozessen im menschlichen Gehirn.

## Leben
Ihr Maschinenbau-Studium am Karlsruher Institut für Technologie schloss sie 2013 mit dem Master ab. Während ihres Masterstudiums hatte sie ein Jahr an der US-amerikanischen Purdue University verbracht. Anschließend wechselte Budday an die Friedrich-Alexander-Universität Erlangen-Nürnberg (FAU), an der sie im Dezember 2017 zur Dr.-Ing. promovierte. Ihre Dissertation mit dem Titel The Role of Mechanics during Brain Development betreute Paul Steinmann zusammen mit Ellen Kuhl (Stanford University) und Gerhard Holzapfel (Technische Universität Graz).
Ab April 2019 leitete Budday als Nachwuchsgruppenleiterin im Emmy-Noether-Programm die Forschungsgruppe BRAINIACS (BRAIn mechaNIcs ACross Scales) am Lehrstuhl für Technische Mechanik.
Im März 2023 wurde sie W3-Professorin auf dem im Rahmen der Hightech Agenda Bayern geförderten Lehrstuhl für Kontinuumsmechanik (Schwerpunkt Biomechanik) der FAU, der in Fürth angesiedelt ist. Im selben Jahr erhielt sie einen ERC Starting Grant, also eine Förderung durch den Europäischen Forschungsrat.

## Forschung
Ihr Forschungsschwerpunkt ist die Rolle der Mechanik für Prozesse im menschlichen Körper, insbesondere im Gehirn. Während der Entwicklung des Gehirns faltet sich dieses und ermöglicht damit höhere kognitive Funktionen. Das Verständnis dieser Strukturen wiederum hilft der Medizin. Ihre Forschungsmethodik kombiniert Computermodelle und Simulationen mit experimentellen Untersuchungen von sehr weichem Material wie Gehirngewebe oder Hydrogele.

## Auszeichnungen
- 2014: Irene-Rosenberg-Preis
- 2017: GACM Best PhD Award der German Association for Computational Mechanics[11]
- 2017: ECCOMAS Best PhD Award der European Community on Computational Methods in Applied Sciences[12]
- 2018: Bertha-Benz-Preis[13][14]
- 2021: Heinz-Maier-Leibnitz-Preis[15][16]
- 2021: Richard-von-Mises-Preis der Gesellschaft für Angewandte Mathematik und Mechanik

## Veröffentlichungen (Auswahl)
- The Role of Mechanics during Brain Development. Friedrich-Alexander-Universität Erlangen-Nürnberg, Erlangen 2017 (englisch, 233 S., online – Dissertation).
- mit Timothy C. Ovaert, Gerhard A. Holzapfel, Paul Steinmann und Ellen Kuhl: Fifty Shades of Brain: A Review on the Mechanical Testing and Modeling of Brain Tissue. In: Archives of Computational Methods in Engineering. Band 27, 2020, S. 1187–1230, doi:10.1007/s11831-019-09352-w (englisch).
- mit Ellen Kuhl: Modeling the life cycle of the human brain. In: Current Opinion in Biomedical Engineering. Band 15, 2020, S. 16–25, doi:10.1016/j.cobme.2019.12.009 (englisch).
- mit Kevin Linka, Nina Reiter, Jasmin Würges, Martin Schicht, Lars Bräuer, Christian J. Cyron und Friedrich Paulsen: Unraveling the Local Relation Between Tissue Composition and Human Brain Mechanics Through Machine Learning. In: Frontiers in Bioengineering and Biotechnology. Band 9, 2021, 704738, doi:10.15480/882.3774 (englisch).
- mit Emma Griffiths: Finite element modeling of traumatic brain injury: Areas of future interest. In: Current Opinion in Biomedical Engineering. Band 24, 2022, 100421, doi:10.1016/j.cobme.2022.100421 (englisch).
- Exploring human brain mechanics by combining experiments, modeling, and simulation. In: Brain Multiphysics. Band 5, 2023, 100076, doi:10.1016/j.brain.2023.100076 (englisch).
- mit Mohammad Saeed Zarzor und Paul Steinmann: Multifield computational model for human brain development: Explicit numerical stabilization. In: PAMM. Band 23, Nr. 3, 2023, doi:10.1002/pamm.202300288 (englisch).
- mit Anahita Ahmadi Soufivand: Predicting the hyperelastic properties of alginate-gelatin hydrogels and 3D bioprinted mesostructures. In: Scientific Reports. Band 13, Nr. 1, 2023, 21858, doi:10.1038/s41598-023-48711-3 (englisch).